# Calendarul mayaș

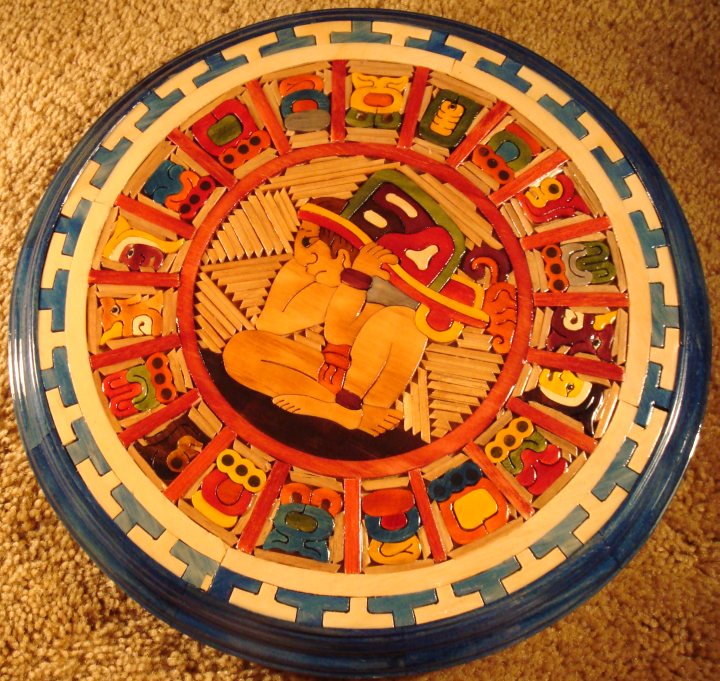
Calendarul mayaș

Calendarul mayaș este un sistem de calendare distincte și almanahuri utilizate de către civilizația precolumbiană Maya din Mezoamerica, precum și de către unele comunități moderne Maya din Guatemala de nord, dar și din Veracruz, Oaxaca sau Chiapas, Mexic.
Principiile de bază ale calendarului mayaș se bazează pe un sistem care a fost folosit în comun în întreaga regiune, care datează cel puțin din secolul al V-lea î.Hr.. Acesta are multe trăsături comune cu cele ale calendarelor utilizate de alte civilizații anterioare mesoamericane, cum ar fi cele ale zapotecilor și olmecilor și cele contemporane sau mai târzii, cum ar fi calendarele mixtece sau aztece. Împreună cu cele ale aztecilor, calendarele mayașilor sunt cele mai bine documentate și mai complet înțelese.
Conform tradiției mitologice mayașe, așa cum este documentat prin relatările coloniale Yucatec și reconstruite din inscripțiile târzii clasice și postclasice, divinitatea Itzamna este frecvent menționată ca fiind cea care a adus cunoașterea sistemului calendaristic mayaș ancestral, alături de aducerea scrierii și a altor aspecte fundamentale ale culturii mayașe.

## Prezentare generală
Calendarul mayaș este format din câteva cicluri sau măsurători de lungimi diferite.
Ciclul de 260 de zile este cunoscut oamenilor de știință ca Tzolkin (sau ca Tzolk'in în ortografia revizuită a Academiei de Limbi mayașe din Guatemala - Academia las Lenguas Mayas de Guatemala).
Tzolk'in a fost combinat cu un an solar de 365 de zile vag cunoscut sub numele de Haab' pentru a forma un ciclu sincronizat de 52 de Haab' numit Calendar Rotund. Cicluri mai mici de 13 zile (trecena) și de 20 de zile (veintena) erau componente importante ale ciclurilor Tzolk'in și respectiv Haab'. Calendarul rotund este încă folosit de mai multe grupuri din zonele muntoase ale Guatemalei.

## Tzolk'in
Tzolk'in (în ortografia limbii mayașe moderne; de obicei scris tzolkin) este un nume comun folosit de cercetători pentru Perioada Sacră mayașă sau pentru calendarul de 260 de zile. Cuvântul tzolk'in este un neologism din limba mayașă Yucatec, care are sensul de "numărătoarea zilelor" (Coe 1992). Diferitele nume ale acestui calendar așa cum au fost folosite de populațiile precolumbiene mayașe sunt încă în dezbaterea oamenilor de știință. Echivalentul aztec al calendarului este numit Tonalpohualli, în limbajul Nahuatl.
| Număr secvență1 | Numele zilei2 | Exemplu de glifă3 | sec.XVI Yucatec 4 | reconstrucție în mayașa clasică5 | Număr secvență1 | Numele zilei2 | Exemplu de glifă3 | sec.XVI Yucatec 4 | reconstrucție în mayașa clasică5 |
| --- | ------------- | ----------------- | ----------------- | -------------------------------- | --------------- | ------------- | ----------------- | ----------------- | -------------------------------- |
| 01 | Imix'         |                   | Imix              | Imix (?) / Ha' (?)               | 11              | Chuwen        |                   | Chuen             | (necunoscut)                     |
| 02 | Ik'           |                   | Ik                | Ik'                              | 12              | Eb'           |                   | Eb                | (necunoscut)                     |
| 03 | Ak'b'al       |                   | Akbal             | Ak'b'al (?)                      | 13              | B'en          |                   | Ben               | C'klab                           |
| 04 | K'an          |                   | Kan               | K'an (?)                         | 14              | Ix            |                   | Ix                | Hix (?)                          |
| 05 | Chikchan      |                   | Chicchan          | (necunoscut)                     | 15              | Men           |                   | Men               | (necunoscut)                     |
| 06 | Kimi          |                   | Cimi              | Cham (?)                         | 16              | K'ib'         |                   | Cib               | (necunoscut)                     |
| 07 | Manik'        |                   | Manik             | Manich' (?)                      | 17              | Kab'an        |                   | Caban             | Chab' (?)                        |
| 08 | Lamat         |                   | Lamat             | Ek' (?)                          | 18              | Etz'nab'      |                   | Etznab            | (necunoscut)                     |
| 09 | Muluk         |                   | Muluc             | (necunoscut)                     | 19              | Kawak         |                   | Cauac             | (necunoscut)                     |
| 10 | Ok            |                   | Oc                | (necunoscut)                     | 20              | Ajaw          |                   | Ahau              | Ajaw                             |
| NOTE: 1. Numărul secvenței al numelui zilei din calendarul Tzolk'in 2. Numele zilei, potrivit standardizării și ortografiei revizuite a Academiei Guatemală de Limbi mayașe 3. Un exemplu de glifă (logogramă) pentru numele zilei. A se reține că există mai multe tipuri de glife pentru fiecare zi, cele prezentate aici sunt de pe inscripțiile tip cartuș. 4. Numele zilei, așa cum a fost înregistrat în limba mayașă Yucatec din secolul al XVI-lea, după, în principal, Diego de Landa; această ortografie a fost până recent folosită 5. În cele mai multe cazuri, numele actual al zilei așa cum era vorbit în perioada clasică (cca. 200–900); simbolul '?' indică faptul că reconstrucția este doar o încercare. |               |                   |                   |                                  |                 |               |                   |                   |                                  |

## Unități de timp
Un baktun (corect b'ak'tun) reprezintă 20 de cicluri katun din calendarul mayaș pe termen lung. Un Baktun conține 144000 de zile, echivalentul a 394,25 ani tropicali. Perioada clasică a civilizației Maya a avut loc în timpul baktunilor 8 și 9 ai ciclului calendaristic curent. Un katun sau K'atun este o unitate de timp din calendarul mayaș care are 20 tun sau 7.200 zile. Un tun are 18 cicluri winal sau 360 zile. Un winal are 20 zile (sau 20 de K'in sau kin).
De exemplu în data 12.19.13.15.12 (5 decembrie 2006):
- primul număr 12 (din stânga) este Baktun
- numărul 19 este Katun
- numărul 13 este Tun
- numărul 15 este Winal.
- ultimul număr 12 (din dreapta) este Kin (adică ziua)